# Laniifera cyclades
Laniifera cyclades är en fjärilsart som beskrevs av Druce 1895. Laniifera cyclades ingår i släktet Laniifera och familjen Crambidae. Inga underarter finns listade i Catalogue of Life.